# 꿈보다 해몽
"꿈보다 해몽"은 2014년제작, 2015년에 개봉한 대한민국의 영화이다.

## 캐스팅
- 신동미 : 최연신 역
- 유준상 : 형사 역
- 김강현 : 신우연 역
- 서영화 : 누나 역
- 김태우 : 택시손님 역
- 김철무 : 연출 역
- 윤영민 : 배우 1 역
- 이안나 : 배우 2 역
- 이주원 : 감독 / 관리인 역
- 김동현 : 차주인 / 경찰 역
- 이봉련 : 집주인 역
- 김동현 : 꼬마 역
- 이다윗 : 매표원 역 (특별출연)
- 이채은 : 연신 친구 전화목소리 1 역 (특별출연)
- 박수민 : 연신 친구 전화목소리 2 역 (특별출연)
- 이문정 : 연신 친구 전화목소리 3 역 (특별출연)
- 백수장 : 우연 친구 전화목소리 역 (특별출연)